# Liste der Baudenkmale in Bibow
In der Liste der Baudenkmale in Bibow sind alle denkmalgeschützten Bauten der mecklenburgischen Gemeinde Bibow und ihrer Ortsteile aufgelistet. Grundlage ist die Veröffentlichung der Denkmalliste des Kreises Nordwestmecklenburg mit dem Stand vom 16. September 2020.

## Legende
In den Spalten befinden sich folgende Informationen:
- ID-Nr: Die Nummer wird von den Denkmalämtern der Landkreise vergeben. Wenn sie nicht bekannt ist, bleibt die Spalte leer. In dieser Spalte kann sich zusätzlich das Wort Wikidata befinden, der entsprechende Link führt zu Angaben zu diesem Denkmal bei Wikidata.
- Lage: die Adresse des Denkmales und die geographischen Koordinaten.
Link zu einem Kartenansichtstool, um Koordinaten zu setzen. In der Kartenansicht sind Denkmale ohne Koordinaten mit einem roten bzw. orangen Marker dargestellt und können in der Karte gesetzt werden. Denkmale ohne Bild sind mit einem blauen bzw. roten Marker gekennzeichnet, Denkmale mit Bild mit einem grünen bzw. orangen Marker.
- Bezeichnung: Bezeichnung, so wie sie in den offiziellen Listen der Denkmalämter steht. Ein Link hinter der Bezeichnung führt zum Wikipedia-Artikel über das Denkmal. Wenn die Bezeichnung der Denkmalämter inhaltlich fehlerhaft ist, ist in der Spalte „Beschreibung“ darauf hinzuweisen.
- Beschreibung: Beschreibung des Denkmales
- Bild: ein Bild des Denkmales und gegebenenfalls einen Link zu weiteren Fotos des Denkmals im Medienarchiv Wikimedia Commons

## Baudenkmale nach Ortsteilen

### Bibow
| ID | Lage                 | Bezeichnung | Beschreibung | Bild   |
| -- | -------------------- | ----------- | --- | ------ |
| 64 | Kirchplatz 8 (Karte) | Kirche      | Gotische einschiffige 2-jochige Backsteinkirche mit eingezogenem kreuzrippengewölbtem Chor mit Fünfachtelschluss vom 14. Jahrhundert; 2-gesch. Fachwerkturm mit Walmdach von 1745; Kanzelaltar 1745; Lyonel Feininger – Zeichnung von 1921 in Cambridge, Massachusetts. | Kirche |

### Hasenwinkel
| ID  | Lage                    | Bezeichnung                                  | Beschreibung | Bild                                         |
| --- | ----------------------- | -------------------------------------------- | --- | -------------------------------------------- |
| 682 | Am Schloßpark 2 (Karte) | Gutsanlage mit Gutshaus, Park, Stall, Remise | Neobarocker, 2-gesch., 13-achsiger Putzbau auf Sockelgeschoss von 1912 mit Mittelrisalit, Freitreppe und Mansarddach nach Plänen von Paul Korff für Wladimir Schmitz, deutsch-russischer Diplomat; nach 1945 u. a. Schulungsort, seit 1996 Tagungshotel Schloss Hasenwinkel. | Gutsanlage mit Gutshaus, Park, Stall, Remise |

### Neuhof
| ID  | Lage                 | Bezeichnung                   | Beschreibung | Bild                          |
| --- | -------------------- | ----------------------------- | --- | ----------------------------- |
| 978 | Lütte Werder (Karte) | Gutsanlage mit ehen. Gutshaus | Ruine des barocken, 1-gesch. Fachwerkbaus von um 1700 mit 2-gesch. Zwerchgiebel mit Krüppelwalmdach noch vorhanden; Erbpachthof des Domanial-Amtes Warin, nach 1945 Wohnhaus, Leerstand seit 1990. Ein Nebengebäude wurde bereits von der Denkmalliste gestrichen. | Gutsanlage mit ehen. Gutshaus |

## Ehemalige Baudenkmale

### Nisbill
| ID   | Lage               | Bezeichnung         | Beschreibung | Bild           |
| ---- | ------------------ | ------------------- | --- | -------------- |
| 1030 | Dorfstraße (Karte) | ehemaliges Gutshaus | Ruine des barocken, 1-gesch. Fachwerkbaus von um 1700 mit 2-gesch. Zwerchgiebel mit Krüppelwalmdach noch vorhanden; Erbpachthof des Domanial-Amtes Warin, nach 1945 Wohnhaus, Leerstand seit 1990. Auf der Denkmalliste von 2017 als gestrichen vermerkt, 2018 noch als Ruine vorhanden. | Weitere Bilder |

## Quelle
- Denkmalliste des Landkreises Nordwestmecklenburg (Stand: 9. November 2023; PDF, 1,2 MByte)